# 智謀艷花介
智謀艷花介（学名：Abroeythereis jyhemouia）为粗面介科艷花介屬下的一个种。